# Thysanotus triandrus
Thysanotus triandrus là một loài thực vật có hoa trong họ Măng tây. Loài này được (Labill.) R.Br. miêu tả khoa học đầu tiên năm 1810.